# 北川直樹
北川 直樹（きたがわ なおき、1953年〈昭和28年〉9月11日 - ）は、日本の実業家。株式会社海外需要開拓支援機構会長。兵庫県宝塚市出身。学位は商学士（中央大学・1977年）。

## 経歴
中央大学商学部を卒業。大学在学中からCBS・ソニーでアルバイトとして働く。大学卒業後の1977年に入社し、企画制作1部に配属される。入社して10か月後に名古屋営業所販売促進課に転勤となり、宣伝を担当。その後、東京に戻り制作としてヒューバート・カーなどを担当した。
EPIC・ソニーA&R1部課長、洋楽EPICレコード次長として多くのアーティストを担当した後、1993年にソニー・ピクチャーズ エンタテインメントへ出向。『フランケンシュタイン』『恋愛小説家』などの映画宣伝を担当。1998年にソニー・ミュージックエンタテインメント（初代法人）に戻りSMEJ Associated Records第3グループ代表に就任。小室哲哉などを担当した。
2000年にSMEJ Associated Recordsのカンパニープレジデントに就任、2001年にソニー・ミュージックアソシエイテッドレコーズ代表取締役社長に就任、2004年にソニー・ミュージックエンタテインメント コーポレイト・エグゼクティブに就任。
2006年にソニー・ミュージックエンタテインメントCOO、ソニー・カルチャーエンタテインメント コーポレイト・エグゼクティブ、アニプレックス代表取締役社長に就任。2007年にソニー・ミュージックエンタテインメント代表取締役CEO、ソニー（現・ソニーグループ）グループ役員、音楽産業・文化振興財団（現・日本音楽産業・文化振興財団）理事長、日本レコード協会副会長に就任。2011年に日本レコード協会会長に就任。
2015年にソニー・ミュージックエンタテインメント代表取締役副会長を経て顧問に就任。2018年に海外需要開拓支援機構（クールジャパン機構）代表取締役社長CEOに就任。2021年に会長に就任。

## 年譜

### 学歴・職歴
- 1977年（昭和52年）3月 - 中央大学商学部卒業[1][2]。
- 1977年（昭和52年）4月 - 株式会社シービーエス・ソニー入社 企画制作1部配属[1]。
- 1993年（平成5年） - 株式会社ソニー・ピクチャーズ エンタテインメント出向[2]。
- 1998年（平成10年）2月 - 株式会社ソニー・ミュージックエンタテインメント（初代法人）SMEJ Associated Records第1チーフプロデューサー[1]。
- 1998年（平成10年）4月 - 株式会社ソニー・ミュージックエンタテインメント（初代法人）SMEJ Associated Records第3グループ代表[1]。
- 2000年（平成12年）7月 - 株式会社ソニー・ミュージックエンタテインメント（初代法人）SMEJ Associated Recordsプレジデント兼第1グループ代表[3]。
- 2001年（平成13年）10月 - 株式会社ソニー・ミュージックアソシエイテッドレコーズ設立 代表取締役執行役員社長[4]。
- 2004年（平成16年）6月 - 株式会社ソニー・ミュージックレコーズ（現・株式会社ソニー・ミュージックレーベルズ）非常勤取締役[5]。
- 2004年（平成16年）6月 - 株式会社エスエムイーレコーズ非常勤取締役[5]。
- 2004年（平成16年）6月 - 株式会社ソニー・ミュージックダイレクト非常勤取締役[5]。
- 2004年（平成16年）6月 - 株式会社ソニー・ミュージックジャパンインターナショナル非常勤取締役[5]。
- 2004年（平成16年）6月 - 株式会社デフスターレコーズ非常勤取締役[5]。
- 2004年（平成16年）6月 - 株式会社キューンレコード非常勤取締役[5]。
- 2004年（平成16年）6月 - 株式会社エピックレコードジャパン非常勤取締役。
- 2004年（平成16年）6月 - 株式会社ソニー・ミュージックアソシエイテッドレコーズ非常勤取締役[5]。
- 2004年（平成16年）6月 - 株式会社ソニー・ミュージックパブリッシング非常勤取締役[5]。
- 2004年（平成16年）6月 - 株式会社ソニー・ミュージックエンタテインメント コーポレイト・エグゼクティブ SDグループ代表兼マーケティング･グループ本部長[6][7]。
- 2005年（平成17年）6月 - 株式会社ソニー・ミュージックアーティスツ非常勤取締役[8]。
- 2006年（平成18年）4月 - 株式会社ソニー・ミュージックエンタテインメント コーポレイト・エグゼクティブ SDグループ代表[9]。
- 2006年（平成18年）6月 - 社団法人日本オーディオ協会（現・一般社団法人日本オーディオ協会）理事[10]。
- 2006年（平成18年）6月 - 株式会社ミュージックレイン非常勤取締役[11]。
- 2006年（平成18年）6月 - 株式会社ソニー･クリエイティブプロダクツ非常勤取締役[11]。
- 2006年（平成18年）6月 - 株式会社アニプレックス代表取締役執行役員社長[11]。
- 2006年（平成18年）6月 - 株式会社A-1 Pictures非常勤取締役[11]。
- 2006年（平成18年）6月 - 株式会社ボイスアンドハート非常勤取締役[11]。
- 2006年（平成18年）6月 - 株式会社番町製作所（現・株式会社Quatro A）代表取締役執行役員社長[11]。
- 2006年（平成18年）6月 - 株式会社ドリームランチ非常勤取締役[11]。
- 2006年（平成18年）6月 - 株式会社ソニー・ミュージックエンタテインメント コーポレイト・エグゼクティブ レーベル&コンテンツビジネスグループCOO[11]。
- 2006年（平成18年）6月 - 株式会社ソニー・カルチャーエンタテインメント コーポレイト・エグゼクティブ[12]。
- 2006年（平成18年）7月 - 社団法人日本映像ソフト協会（現・一般社団法人日本映像ソフト協会）理事[13]。
- 2006年（平成18年）10月 - 株式会社アニプレックス代表取締役会長[14]。
- 2006年（平成18年）10月 - 株式会社番町製作所（現・株式会社Quatro A）非常勤取締役[14]。
- 2007年（平成19年）3月 - 株式会社ソニー・ミュージックエンタテインメント取締役 コーポレイト・エグゼクティブ レーベル&コンテンツビジネスグループCOO[15]。
- 2007年（平成19年）4月 - 株式会社ソニー・ミュージックエンタテインメント代表取締役 コーポレイト・エグゼクティブCEO[16]。
- 2007年（平成19年）4月 - 株式会社アニプレックス非常勤取締役[16]。
- 2007年（平成19年）4月 - 株式会社ソニー・ミュージックアーティスツ非常勤取締役[16]。
- 2007年（平成19年）4月 - 株式会社パームビーチ非常勤取締役[16]。
- 2007年（平成19年）4月 - 株式会社ウエストサイド非常勤取締役[16]。
- 2007年（平成19年）4月 - 株式会社ソニー・ミュージックアクシス非常勤取締役[16]。
- 2007年（平成19年）6月 - ソニー株式会社（現・ソニーグループ株式会社）グループ役員[17][18]。
- 2007年（平成19年）7月 - 社団法人日本レコード協会（現・一般社団法人日本レコード協会）副会長[19]。
- 2008年（平成20年）4月 - 財団法人音楽産業・文化振興財団（現・一般財団法人日本音楽産業・文化振興財団）理事長[20]。
- 2008年（平成20年）6月 - 株式会社ソニー・ミュージックディストリビューション（現・株式会社ソニー・ミュージックマーケティングユナイテッド）非常勤取締役[21]。
- 2009年（平成21年）10月 - 株式会社アリオラジャパン非常勤取締役[22]。
- 2011年（平成23年）5月 - 一般社団法人日本レコード協会会長[23]。
- 2011年（平成25年）5月 - 一般社団法人コンテンツ海外流通促進機構副代表理事[24][25]。
- 2011年（平成23年）6月 - 財団法人音楽産業・文化振興財団（現・一般財団法人日本音楽産業・文化振興財団）理事[26]。
- 2012年（平成24年）1月 - 文化庁 文化審議会著作権分科会委員[27][28]。
- 2012年（平成24年）11月 - 総務省 放送コンテンツ流通の促進方策に関する検討会構成員[29][30]。
- 2013年（平成25年）6月 - 株式会社エムオン・エンタテインメント非常勤取締役[31]。
- 2013年（平成25年）6月 - 一般社団法人日本レコード協会副会長[32]。
- 2015年（平成27年）4月 - 株式会社ソニー・ミュージックエンタテインメント代表取締役副会長[33]。
- 2015年（平成27年）7月 - 株式会社ソニー・ミュージックエンタテインメント顧問 エグゼクティブ・コーポレート・アドバイザー[34]。
- 2015年（平成27年）7月 - 一般社団法人日本レコード協会顧問[35]。
- 2016年（平成28年）6月 - 株式会社ソニー・ミュージックエンタテインメント コーポレート・アドバイザー[36]。
- 2018年（平成30年）6月 - 株式会社海外需要開拓支援機構入社 代表取締役社長CEO[37]。
- 2021年（令和3年）6月 - 株式会社海外需要開拓支援機構会長（現任）[38]。